# Musca pseudocorvina
Musca pseudocorvina este o specie de muște din genul Musca, familia Muscidae, descrisă de Fritz Isidore van Emden în anul 1939.
Este endemică în Kenya. Conform Catalogue of Life specia Musca pseudocorvina nu are subspecii cunoscute.